# Беспощадная охота
«Беспощадная охота» (англ. Hunting) — австралийский кинофильм 1991 года выпуска, режиссёра Фрэнка Хоусона. В главной роли Джон Сэвидж.

## Сюжет
Секретарша Мишель, разочаровавшись в своём муже, заводит роман с американским миллионером Майклом Бергманом. Вскоре, правда, она выясняет, что он вовсе не такой обаятельный человек, каким казался, и пытается вырваться из сложной ситуации.

## В ролях
- Джон Сэвидж
- Керри Армстронг
- Джеффри Томас
- Гай Пирс
- Ребекка Ригг
- Николас Белл
- Яцек Коман
- Джо Пирсон

## Премии и номинации
Имеет две номинации на кинопремию Австралийского института кино (за костюмы и главную женскую роль).